# 네오 소울
네오 소울(neo soul)은 대중음악의 한 장르이다. 1990년대 후반 음악 사업가 케다 마센버그가 소울과 컨템퍼러리 알앤비에서 생겨난 음악 양식을 홍보 및 설명하고자 만들어낸 용어이다. 소울 음악에 강한 영향을 받은 네오 소울은 컨템퍼러리 알앤비보다 상대적으로 틀에 박힌 소리를 지양하는 것을 특징으로 하며, 재즈, 펑크, 힙합, 팝, 퓨전, 아프리카 음악에 걸치는 다양한 요소들이 합쳐졌다. 전통적인 알앤비의 영향을 받은 사회참여적인 가사, 여성의 강한 존재감으로 작곡가들에게 주목 받아왔다.
네오 소울은 1980년대와 1990년대 초에 소울 부활 운동의 개념으로 미국과 영국에서 발전했다. 1990년대 중후반에 주류 장르로 인기를 얻었으며, 디앤절로, 에리카 바두, 로린 힐, 맥스웰과 같은 몇몇 예술가들이 상업과 비평 부분 모두에서 큰 약진을 이루었다. 이들의 음악은 디지털 방식으로 알앤비에 접근하는 당시 프로듀서 주도 음악의 대안으로 자리매김하였다.
네오 소울은 주류 시장에 처음 떠오르면서 컨템퍼러리 알앤비 음악에 큰 충격을 주었고, 아프리계 미국인과 국제적인 예술가들의 작업을 통해 음악적으로 그 영역을 확장하고 다양화하였다. 2000년대에 들면서 주류의 자리에서는 물러났지만, 새로운 예술가들이 더욱 독립적인 형태를 음악의 홍보 수단으로 취하며 속속 등장하였다. 음악 저널리스트 마크 앤소니 닐은 "네오 소울과 이것의 다양한 구체화는 흑인 팝의 경계와 외곽을 재정의하는 데 도움을 주었다"라고 말했다.

## 같이 보기
- 블랙 뮤직